# Mimonecteola antarctica
Mimonecteola antarctica is een vlokreeftensoort uit de familie van de Mimonecteolidae. De wetenschappelijke naam van de soort is voor het eerst geldig gepubliceerd in 2012 door Zeidler.